# Psalydolytta rossii
Psalydolytta rossii is een keversoort uit de familie van oliekevers (Meloidae). De wetenschappelijke naam van de soort is voor het eerst geldig gepubliceerd in 1994 door Bologna.